# Ludžjadzui
Ludžjadzui (kitajsko: 陆家嘴; pinjin: Lùjiāzuǐ, Wu Chinese: [lʊʔ˩ ka̱˨ t͡sz̩˧]) je naselje v Šanghaju, na polotoku, ki ga tvori ovinek reke Huangpu. Od začetka 1990-ih se Ludžjadzui razvija posebej kot novo finančno okrožje Šanghaja. Odločitev, da se ga nameni temu, odraža njegovo lokacijo: je se na vzhodni strani reke Huangpu v Pudongu in leži neposredno čez reko od starega finančnega in poslovnega okrožja Bund.
Ludžjadzui je razvojno območje na nacionalni ravni, ki ga je določila vlada. Leta 2005 je državni svet ponovno potrdil položaj 31,78 km2 velikega območja kot edinega finančnega in trgovinskega območja med 185 razvojnimi conami na državni ravni v celinski Kitajski.

## Geografija
Ludžjadzui je v novem okrožju Pudong na vzhodnem bregu reke Huangpu. Oblikuje polotok na ovinku reke Huangpu, ki se iz severnega toka obrne proti vzhodu. Njegov pomen izhaja iz dejstva, da leži neposredno čez reko od Bunda, starega finančnega in poslovnega okrožja Šanghaja in južno od sotočja potoka Sudžov z reko Huangpu. Do 1980-ih je bil Ludžjadzui relativno nizko pozidano območje s stanovanjskimi hišami, skladišči in tovarnami. Po razglasitvi za posebno investicijsko območje leta 1992 se je začel razvoj obzorja Ludžjadzuija. To so v veliki meri spodbudila kitajska državna podjetja, ki so vlagala in razvijala nepremičnine na tem območju, pri čemer je bila prva znamenitost, stolp Oriental Pearl, dokončan leta 1994.

## Gospodarstvo
Uspeh Ludžjadzuija je v zadnjih 20 letih spodbudil turizem in poslovna potovanja v Šanghaj. Podobe obzorja prevladujejo v turističnih gradivih Šanghaja, na tem območju pa je 5 petzvezdičnih hotelov s približno 2443 sobami, v prihodnjih letih pa se pričakujejo še trije petzvezdični hoteli, s čimer se bo povečalo število luksuznih enot za več kot 1200.

## Zgodovina

### Nastanek
Sodobna konfiguracija reke Huangpu in potoka Sudžov onkraj starega okrožnega mesta Šanghaj je rezultat inženirskih del, opravljenih v času zgodnje dinastije Ming. Posledica tega je, da se je širša reka Huangpu, ki teče proti severu mimo okrožnega mesta, nato obrnila proti vzhodu na sotočju z zdaj ožjim potokom Sudžov in nadaljevala po nekdanjem dolvodnem kanalu potoka Sudžov, da bi se izlila v morje pri Vusongkouju, nekdanjem ustju potoka Sudžov.
Zavoj reke Huangpu je povzročil nastanek aluvialne plaže vzhodno in južno od zavoja. Ta aluvialna poplavna ravnica se je po svoji obliki imenovala ustje (zui). Ime je dobila po družini Lu Šena, učenjaka in uradnika dinastije Ming iz 15. stoletja. Lujeva družina je postala ena najvidnejših v Šanghaju dinastije Ming in je živela na območju kanala Jangdžing, vzhodno od reke Huangpu in blizu današnjega Ludžjadzuija.

### Naselitev
Med dinastijo Ming so v Ludžjadzuiju živeli mnogi ribiči. Med dinastijo Čing je gradnja nasipov na polotoku spodbudila večje število naseljencev, saj je v delu polotoka znotraj nasipov nastalo več vasi. Muljasta območja so ostala zunaj nasipov.
Odprtje Šanghaja kot pogodbenega pristanišča sredi 19. stoletja je privedlo do hitrega razvoja Ludžjadzuija kot industrijskega in trgovskega območja, ki je služilo Šanghaju. Osrednji del polotoka je postal mesto Lannidu (烂泥渡, dobesedno 'Blatni trajekt'), poimenovano po enem od pomolov na rečnem bregu. Britanski, ameriški, francoski, nemški in japonski interesenti so zgradili vrsto tovarn, skladišč in skladišč ter pomolov za njihovo oskrbo. V Lanniduju se je razvila prometna trgovska ulica, ki je služila trgovini z blagom in vsakodnevnim potrebam številnih delavcev, zaposlenih v industrijskih obratih.

## Razvoj od leta 1986
Leta 1986 je kitajski vladni dokument kot del reformnih ukrepov za uporabo Šanghaja kot središča za povečanje gospodarskega razvoja in trgovine na Kitajskem prvič omenil razvoj Pudonga, vključno z ustanovitvijo novega finančnega in trgovskega središča v Ludžjadzuiju. Politika »razvoja in odpiranja Pudonga« je bila uradno objavljena leta 1990. Pudong se je v naslednjih nekaj desetletjih iz industrijske preteklosti hitro preoblikoval v finančno in trgovsko središče. Poleg velikega števila nebotičnikov, v katerih so pisarne korporacij, bank in podjetij za profesionalne storitve, je na območju tudi več hotelov in nakupovalnih središč ter kongresni center ob obali. Radijski in televizijski stolp Oriental Pearl dominira obzorju Ludžjadzuija od njegove dokončane gradnje leta 1995, čeprav sta zdaj dva nebotičnika višja od njega.
Leta 2015 je bila Šanghajska prostotrgovinska cona razširjena, in vključuje Ludžjadzui.

## Stavbe
Znamenite stavbe v Ludžjadzuiju so:
- Stolp Oriental Pearl
- Jin Mao Tower
- svetovni finančni center, Šanghaj
- Nakupovalno središče Super Brand
- Šanghajski IFC
- Stolp Bank of China
- Šanghajski stolp

## Promet
Po vodi je Ludžjadzui s preostalim osrednjim delom Šanghaja povezan s trajektnimi prevozi z dveh pomolov, ki sta na severnem oziroma južnem koncu območja. Na južnem koncu trajektni terminal Dongčang Road zagotavlja storitve prečkanja reke Huangpu do osrednjega in južnega osrednjega dela Šanghaja. Najbolj priljubljena trajektna storitev za turiste povezuje pomol Dongčang Road s pomolom Džinling East, ki je na nasipu. Na severnem koncu pomol Šičang Inn zagotavlja storitve prečkanja reke Huangpu do severnega osrednjega dela Šanghaja. Nekdanji trajektni pomol Ludžjadzui, nekoč del najbolj priljubljenega rečnega prehoda v Šanghaju, je bil leta 1999 zaprt, prostor pa se zdaj uporablja kot prostor za sedenje ob vodi.
Po cesti je Ludžjadzui s preostalim osrednjim delom Šanghaja povezan s predorom Janan East Road, ki povezuje južni konec nasipa s središčem. Dlje od središča južni Ludžjadzui z južnim osrednjim Šanghajem povezujeta cestni predor Renmin in vzhodni cestni predor Fušing, severni del pa s severnim osrednjim Šanghajem povezujeta cestni predor Šindžjan in cestni predor Dalian.
Z metrojem oskrbuje postaja Ludžjadzui, ki je na linijah 2 in 14 Šanghajskega metroja.
Poleg tega obstaja turistični predor Bund, ki ga sestavljajo počasna podzemna vozila, ki se premikajo med Bundom in Ludžjadzuijem, spremljajo pa ga svetlobni in zvočni učinki v predoru.

## Galerija
- Krožišče Ludžjadzuii
- Jin Mao Tower iz stolpa Oriental Pearl, s SWFC v gradnji leta 2005
- Jin Mao tower in postaja metroja
- Huangpu
- Finančna in trgovinska cona Ludžjadzui, Pudong
- Panorama Ludžjadzuija
- Ludžjadzui iz stolpa Oriental Pearl
- Tri sestre. Šanghajski stolp, stolp Jin Mao in Šanghajski svetovni finančni center